# Sachsenheim
Sachsenheim é uma cidade da Alemanha localizada no distrito de Ludwigsburg, região administrativa de Estugarda, estado de Baden-Württemberg.